# Biapeném
A biapeném (L-627, LJC-10627, INN: biapenem) a karbapenémek közé tartozó széles hatásspektrumú antibiotikum. Sokféle Gram-negatív és -pozitív, aerob és anaerob baktérium ellen hatásos, melyek között β-laktamáz enzimet előállítók is vannak.
A biapeném az intravénás beadás után áthatol a szöveteken (pl. a tüdő vagy a hasnyálmirigy szövetein), és a testfolyadékokkal eloszlik a szervezetben. Ellenáll a dehidropepdidáz-1(en) enzimnek, így nem szükséges enzimgátlót alkalmazni.
Alsó légúti, húgyúti és hasűri fertőzések ellen alkalmazzák. Kevés mellékhatása van; a leggyakoribbak:  kiütés, émelygés, hányinger.

## Fizikai/kémiai tulajdonságok
Piszkosfehér színű por. Meleg vízben 5 mg/ml mennyiségben oldódik.

## Készítmények
A nemzetközi gyógyszerkereskedelemben:
- Newanti
- Nuo Jia Nan
- Omegacin
- Tiance

Magyarországon nincs forgalomban.